# Chapelle Saint-Benoît d'Argenton-sur-Creuse
Pour les articles homonymes, voir Saint Benoît.
La chapelle Saint-Benoît d'Argenton-sur-Creuse est une chapelle catholique française. Elle est située sur le territoire de la commune d'Argenton-sur-Creuse, dans le département de l'Indre, en région Centre-Val de Loire.

## Situation
La chapelle se trouve dans la commune d'Argenton-sur-Creuse, au sud du département de l'Indre, en région Centre-Val de Loire. Elle est située dans la région naturelle du Boischaut Sud.

## Histoire
La chapelle fut construite au XVIe siècle et restaurée en 1873.
Elle a été construite à l'initiative de Louis de Bourbon, seigneur d'Argenton et d'Antoine Barbault, prieur de Saint-Marcel, dans ce qui constituait autrefois la ville haute d'Argenton-sur-Creuse. À l'origine, chapelle du collège construit à proximité, elle fut très abîmée lors de la construction de la nouvelle route de Paris à Toulouse qui passait par le vieux pont puis désaffectée. Elle servit alors d'annexe au marché aux grains qui se tenait sur la place à proximité.
L'édifice est classé au titre des monuments historiques, le 31 mai 1944.

## Description
Elle a été restaurée en 1873 sous la direction de l'architecte Alfred Dauvergne. Elle sert actuellement de salle d'exposition temporaire. À l'extérieur, sur le côté gauche de la chapelle, une vierge du XVe siècle est présente.

## Galerie d'images

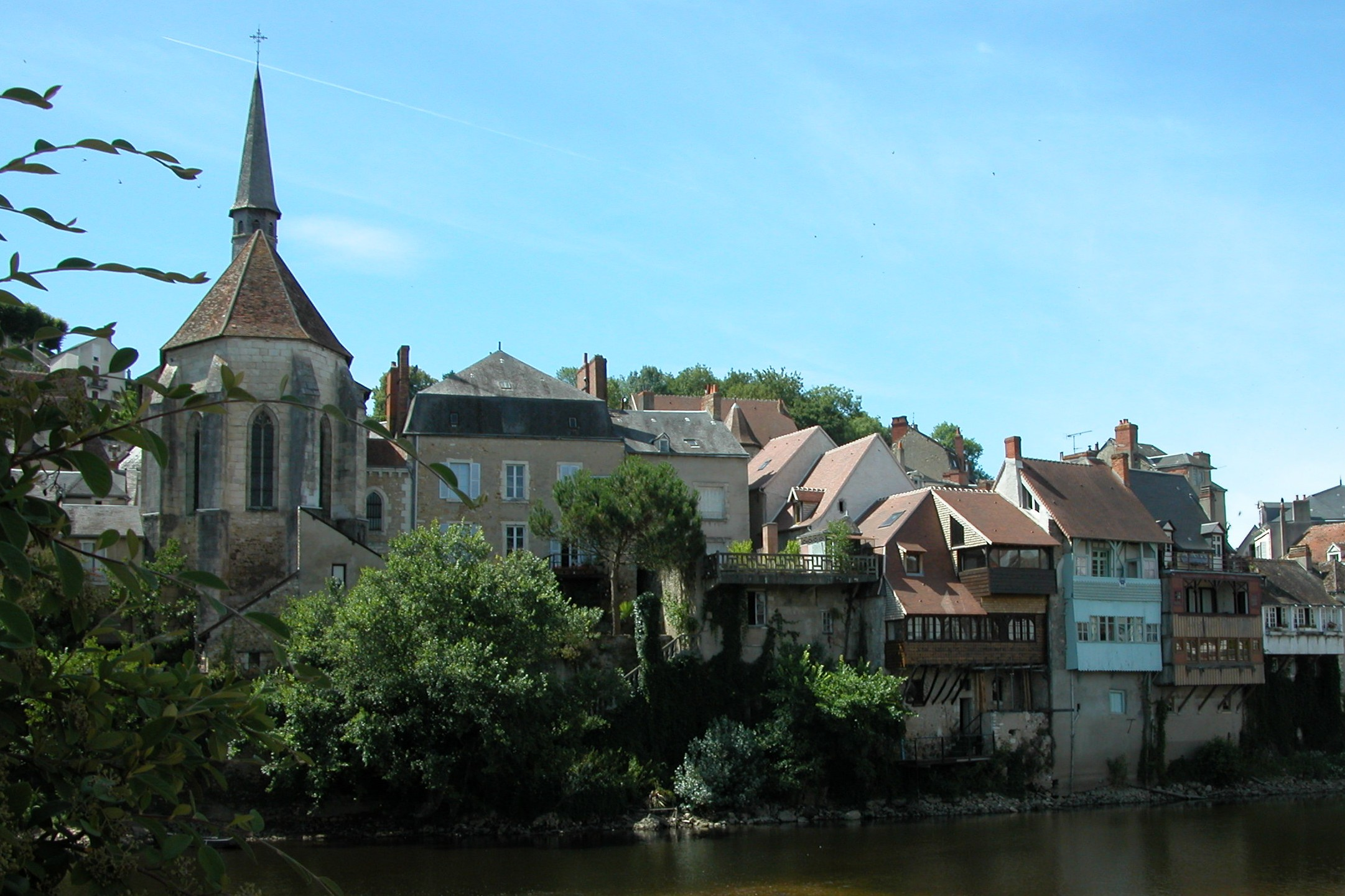
Vue plus générale
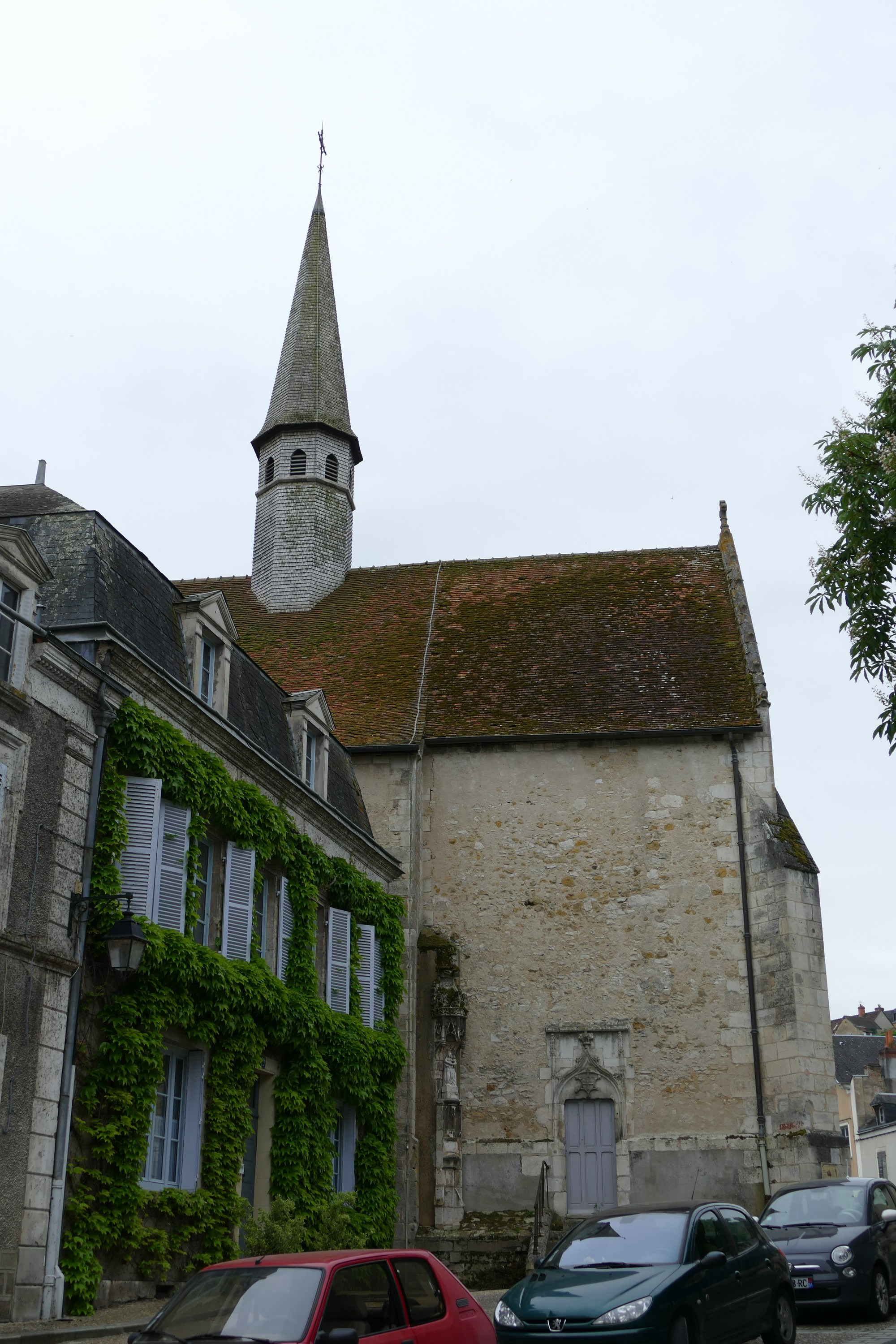
Vue latérale.
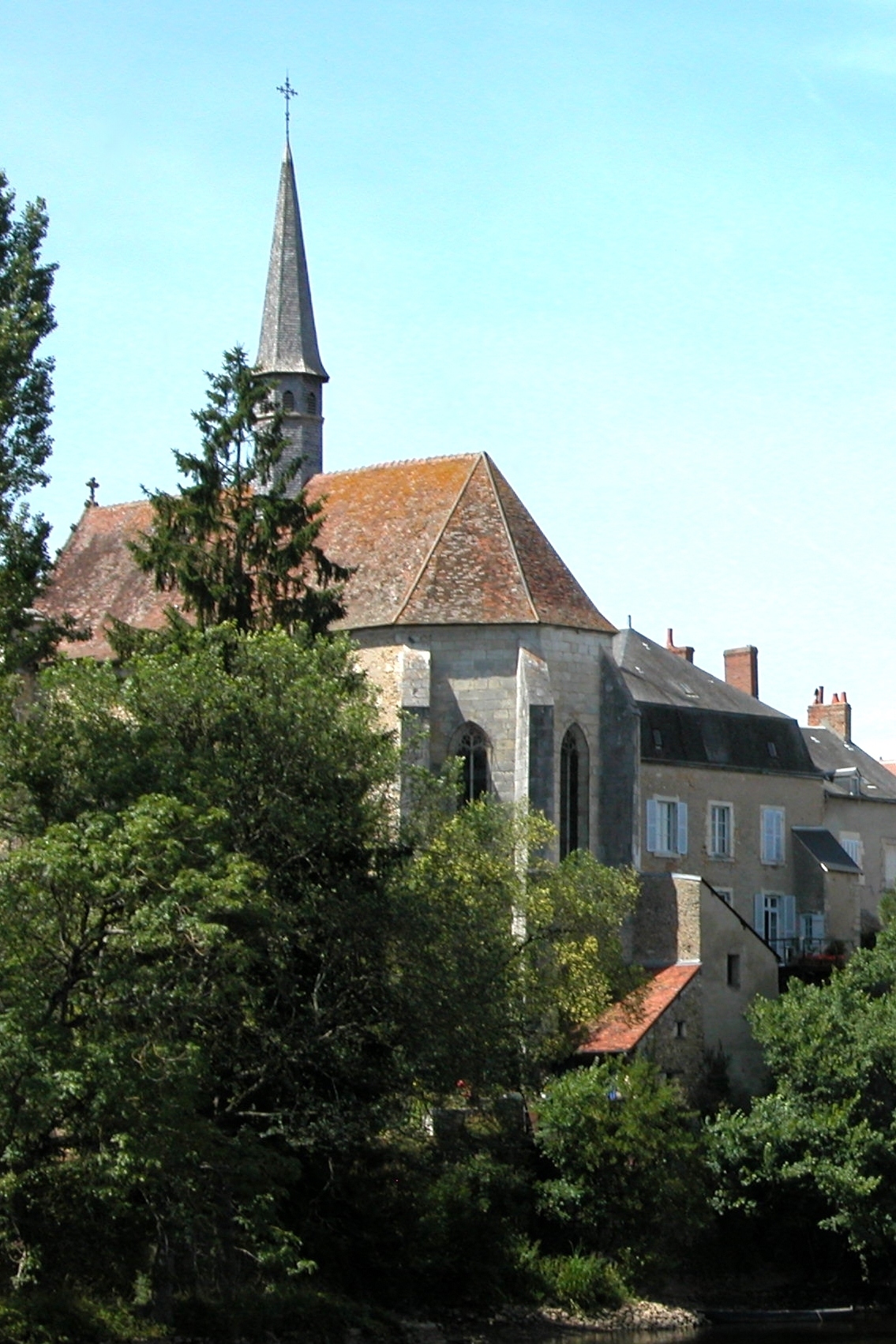
L'abside.
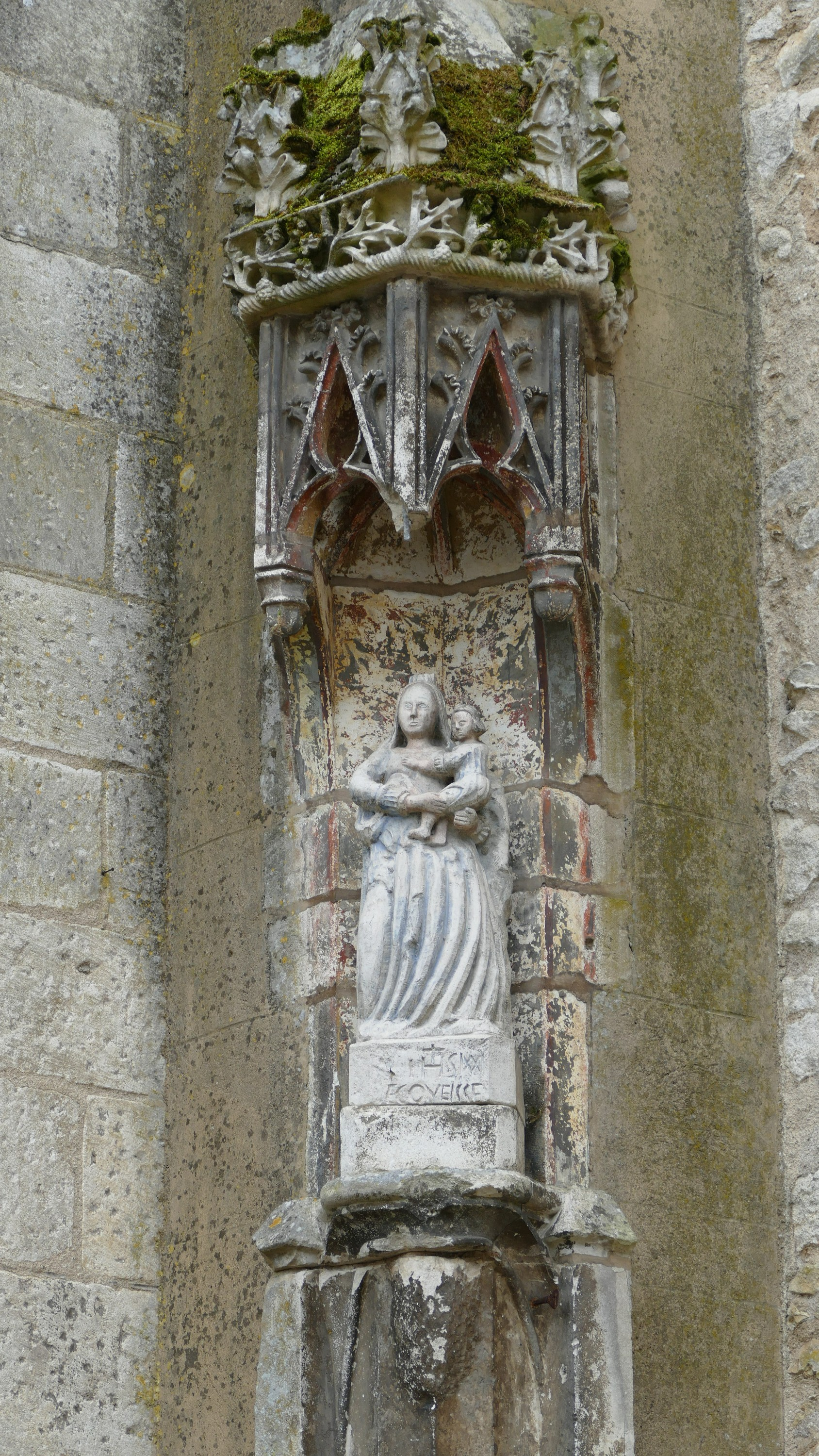
Statue de la Vierge.
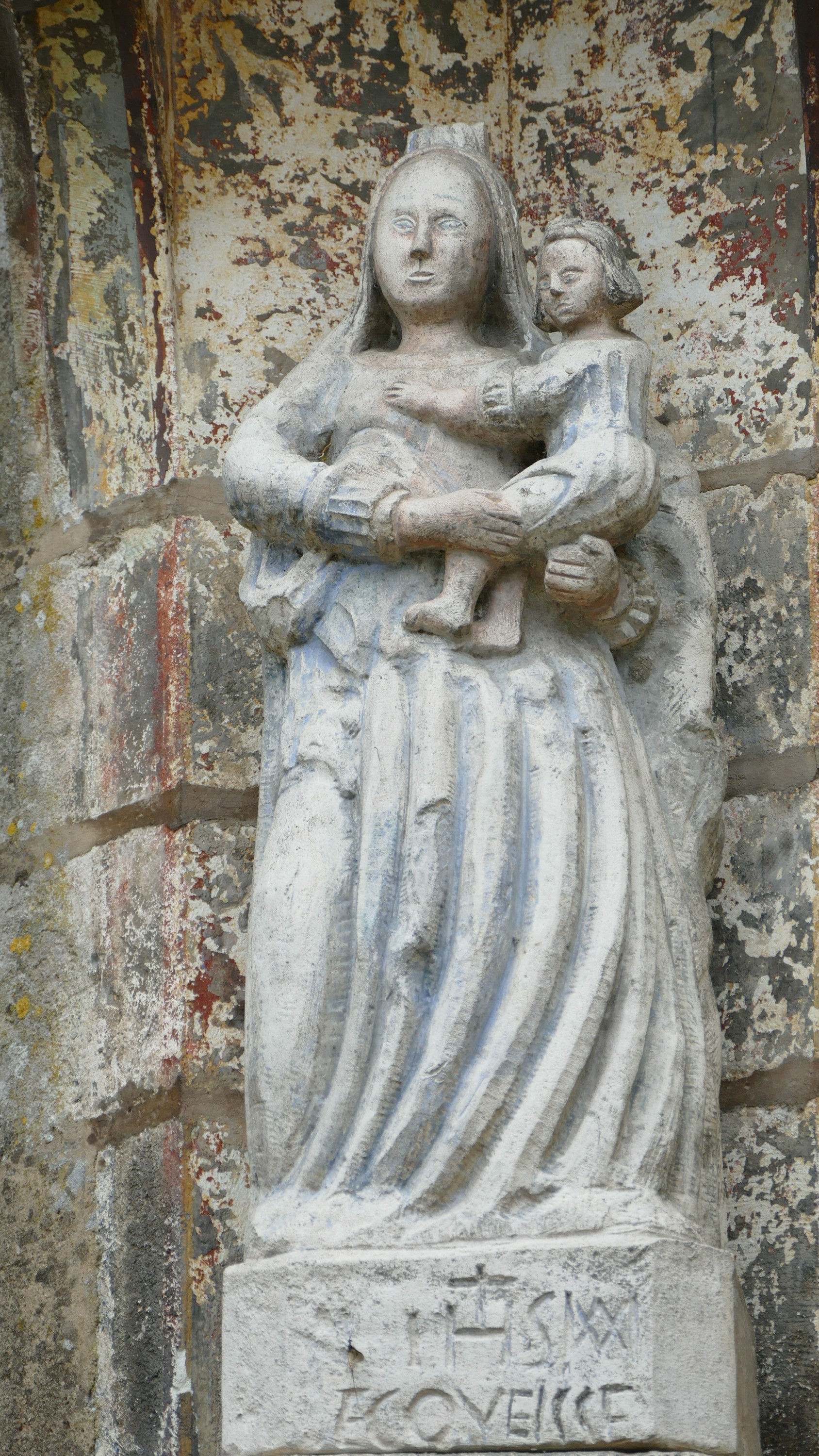
Statue de la Vierge.